# Autochton zarex
Autochton zarex is een vlinder uit de familie van de dikkopjes (Hesperiidae). De wetenschappelijke naam van de soort is voor het eerst geldig gepubliceerd in 1818 door Jacob Hübner.